# フクロース
フクロース (Fuculose) または6-デオキシタガトース(6-deoxy-tagatose)は、ケトヘキソースデオキシ糖の一つ。タガトースの6位のヒドロキシル基が水素に置換した構造をしている。